# Кошечка (мультфильм)
«Ко́шечка» — советский мультфильм, созданный в 1968 году с помощью машины БЭСМ-4. Один из первых примеров компьютерной анимации.

## Сюжет
В фильме показано реалистичное перемещение силуэта кошки. Он является технической демонстрацией возможности выполнения компьютерной анимации.

## Технические особенности
Кадры фильма формировались путём печати символов БЭСМ-4 на бумаге с помощью алфавитно-цифрового печатающего устройства АЦПУ-128, затем их готовил к «плёнке» профессиональный художник-мультипликатор. Именно ему принадлежат кадры (следующие за титрами), когда кошка строит рожицы и выгибает спину.
Движение кошки моделировалось системой дифференциальных уравнений второго порядка. Вероятно, это первая компьютерная анимация, где использовался такой приём. Уравнения выводил Виктор Минахин. Так как добиться выполнения определённых движений от животного было тяжело, в основу уравнений легли его собственные движения: он ходил на четвереньках и при этом отмечал последовательность работы своих мышц.
Другим важным техническим нововведением мультфильма было представление трёхмерного анимируемого объекта в виде иерархической структуры данных, напоминающей октодерево. На западе подобные техники анимации были переоткрыты только в 1980-х годах, хотя в биомеханике такие расчёты движения велись и раньше — с начала 1970-х годов.
Уравнения мультфильма не выводились исходя из физических моделей мышц и суставов животного, они составлены «на глазок», чтобы воспроизводить типичную походку кошки. Тем не менее, авторам удалось достигнуть реализма движений, который отметил, к примеру, профессор Университета Огайо Рик Парент, автор фундаментальной книги «Компьютерная анимация: алгоритмы и технология».

## История создания
Производство фильма было начато в лаборатории Александра Кронрода Института теоретической и экспериментальной физики (ИТЭФ). Однако в связи с подписанием Кронродом письма девяноста девяти лаборатория была закрыта. Константинов, вместе с коллективом создателей мультфильма перенесли работу сначала в Институт проблем управления (ИПУ), а затем в Педагогический институт им. Ленина. Перевод полученных при расчёте бумажных распечаток в форму мультфильма вёлся на кафедре научной кинематографии МГУ, которая и значится в титрах.
При просчёте мультфильма на разных экземплярах БЭСМ-4 в разных институтах создателям пришлось столкнуться с проблемой несовместимости некоторых машинных кодов для них, из-за чего программу приходилось поправлять на ходу.
Первый показ мультфильма состоялся в МГУ. Затем автор неоднократно демонстрировал его на своих лекциях для школьников. Спустя 6 лет в журнале «Проблемы кибернетики» была опубликована статья, подробно описывающая технику создания мультфильма.